# 더 로열 요크 호텔

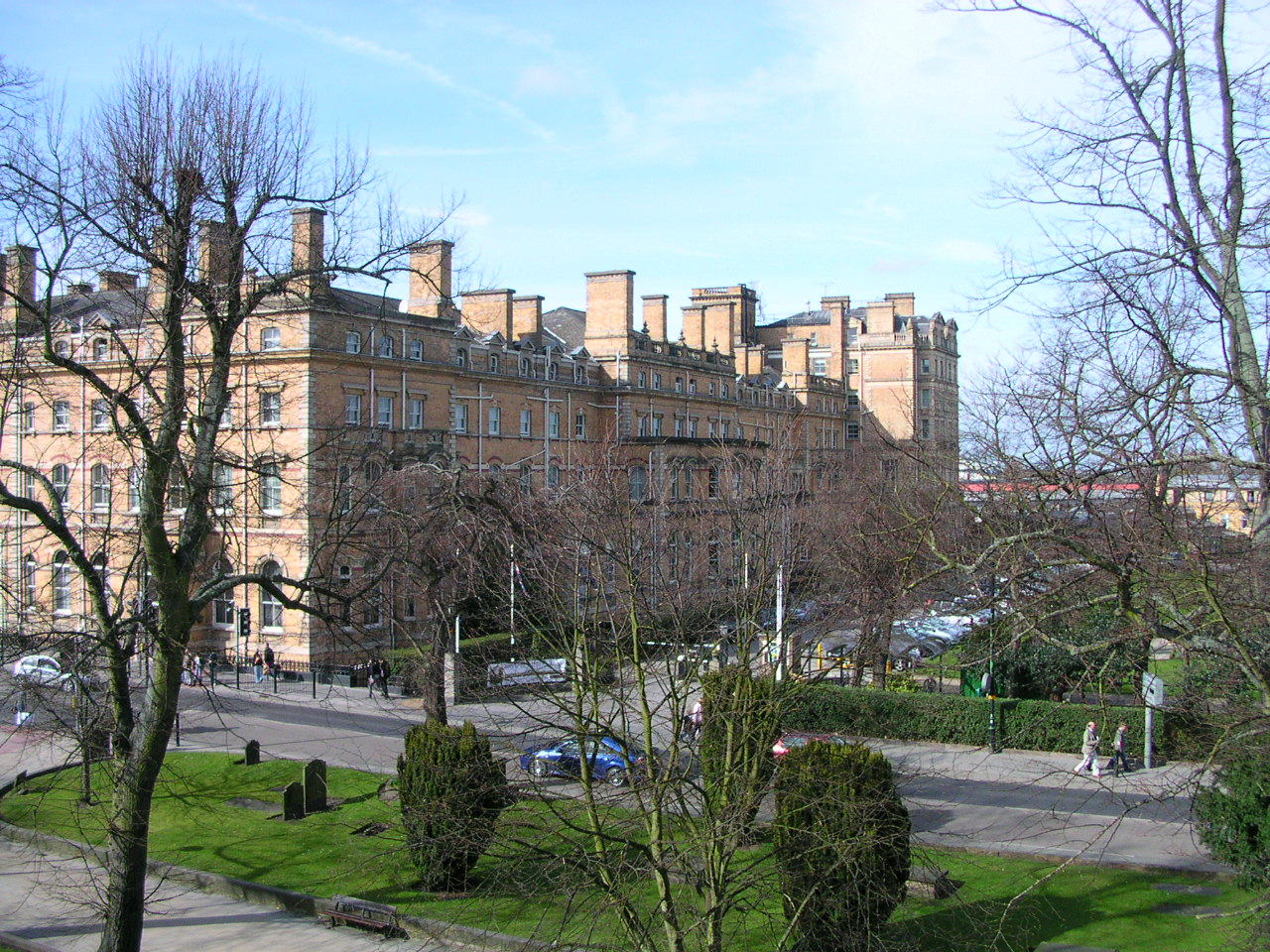
더 로열 요크 호텔

더 로열 요크 호텔(영어: The Royal York Hotel)은 영국 노스요크셔주 요크에 위치한 호텔이다. 요크 철도역에 위치하고 있다.